# Ridgely (Maryland)
Ridgely – miasto w Stanach Zjednoczonych, w stanie Maryland, w hrabstwie Caroline.